# Willowbrook (DuPage County, Illinois)
Willowbrook ist eine Gemeinde (mit dem Status „Village“) im DuPage County im Nordosten des US-amerikanischen Bundesstaates Illinois. Der Ort liegt südwestlich von Chicago und hatte gemäß der Volkszählung von 2020 eine Einwohnerzahl von 9236.

## Geschichte
Die Gemeinde Willowbrook wurde am 18. Januar 1960 unter Regie der Ridgemoor Homeowners Association in einem damals landwirtschaftlich geprägten, vormals gemeindefreien Teil im Südwesten des DuPage Countys gegründet.

## Geografie
Willowbrook liegt auf 41°46′2″ nördlicher Breite und 87°56′57″ westlicher Länge und ist Bestandteil der Metropolregion Chicago. Nach der Volkszählung von 2021 hat Willowbrook eine Gesamtfläche von 2,63 Quadratmeilen (6,81 km²), wovon 2,57 Quadratmeilen (6,66 km²) Land und 0,05 Quadratmeilen (0,13 km²) Wasser sind. Es liegt etwa 23 Meilen (37 km) von Chicago entfernt und grenzt an die Vororte Hinsdale, Westmont, Clarendon Hills, Burr Ridge und Darien sowie an nicht eingemeindete Gebiete des DuPage County.

## Hohe Krebsraten
Im September 2018 begann das Illinois Department of Public Health eine Studie zur Krebsinzidenz auf Empfehlung der Agency for Toxic Substances and Disease Registry. Dabei stellte sich heraus, dass das Gebiet Willowbrook ein deutlich höheres Krebsrisiko aufweist als die Nachbargemeinden. Dieses Risiko wurde auf der Grundlage der nationalen Bewertung von Luftschadstoffen aus dem Jahr 2014 ermittelt. Ein Unternehmen namens Sterigenics International, Inc. spielte dabei eine Rolle, da es zur Sterilisierung von medizinischen Geräten ein wahrscheinliches Karzinogen namens Ethylenoxid verwendete. Ethylenoxid kann bei langfristiger Exposition verschiedene Gesundheitsprobleme verursachen, darunter Reizungen der Augen, Haut, Nase, Rachen und Lunge sowie Schädigungen des Gehirns und des Nervensystems. Studien zeigen zudem, dass die langfristige Einatmung von Luft mit erhöhten Ethylenoxidwerten das Risiko für bestimmte Krebsarten erhöhen kann, einschließlich Krebserkrankungen der weißen Blutkörperchen und Brustkrebs bei Frauen. Am 30. September 2019 gab Sterigenics die Schließung der Anlage in Willowbrook bekannt, wodurch die Hauptquelle der krebserregenden Chemikalie entfernt wurde.